# Parasisis amurensis
Parasisis amurensis là một loài nhện trong họ Linyphiidae.
Loài này thuộc chi Parasisis. Parasisis amurensis được Kirill Yuryevich Eskov miêu tả năm 1984.